# SimCity 3000
SimCity 3000 ist ein 1999 veröffentlichtes Computerspiel, in dem die Planung einer Stadt simuliert wird. Es ist der Nachfolger zu SimCity 2000 und der dritte Teil innerhalb der SimCity-Hauptreihe. Es wurde von Maxis entwickelt und von Electronic Arts veröffentlicht. Es wurde für Microsoft Windows, Macintosh veröffentlicht und wenig später im Jahr 2000 von Loki Games für Linux portiert. 2001 erschien eine Deutschland-Edition mit deutschen Bauwerken. Diese wurde auch für Linux veröffentlicht.  2008 wurde eine Version für iOS im App Store veröffentlicht. 2016 erfolgte eine DRM-freie Wiederveröffentlichung bei GOG.com.

## Spielprinzip
SimCity 3000 unterscheidet sich von seinem Vorgänger SimCity 2000 in der Darstellung von Stadt und Landschaft. Neu ist eine dritte Dichte der Bebauung. Eine der auffälligsten Neuerungen ist das Konzept der Abfallentsorgung, die mit dem Wachstum der Stadt anfällt und auf Kosten der Stadt durchgeführt werden muss. Außerdem wurden neue Stadt- und Dienstleistungen eingeführt, wie z. B. landwirtschaftliche Strukturen und die Möglichkeit, mit Nachbarstädten verstärkt Handel zu treiben. Die Lebensdauer von Kraftwerken und anderen Gebäuden wurde begrenzt und ihre maximale Leistung kann mit zunehmendem Alter abnehmen. In Bezug auf die Grafik wurde die Landschaft viel farbenfroher und realistischer gestaltet, mit verschiedenen Baumarten und fünf verschiedenen Steilheitsgraden von Hängen.

## Entwicklung
Der Soundtrack von SimCity 3000 – vorwiegend an Jazz orientierte Orchester- und Electro-Kompositionen – wurde von Jerry Martin komponiert.

## Rezeption
Das Spiel sei in zeitgemäße isometrische Grafik verpackt und besäße ein zeitlos geniales Spielkonzept. Im Vergleich zum Vorgänger wurden jedoch nur Schönheitskorrekturen vorgenommen, eine echte Innovation fehle. Das Spielprinzip sei bewährt und gewaltfrei. Die Grafik sei erfreulich neu. Die Kritikpunkte des Vorgängers über das Fehlen von einer Kampagne oder konkreten Spielzielen bleiben bestehen. Trotz der realitätsnahen Simulation sei SimCity 3000 nichts bahnbrechend Neues.
Im DACH-Raum erhielt Electronic Arts den VUD Sales Award in Gold für über 100.000 abgesetzte Kopien.